# Leongatha
Leongatha – miasto w Australii, w stanie Wiktoria.